# Billings (Oklahoma)
Billings è un comune degli Stati Uniti d'America, situato nello Stato dell'Oklahoma, nella contea di Noble.

## Storia
Billings fu chiamata White Rock quando venne fondata nel 1893, al tempo della corsa alla terra dell'Oklahoma. Si trovava allora 3 miglia (4,8 km) ad est e 2 miglia (3,2 km) a sud della sua attuale posizione. La sua economia si basava sull'agricoltura delle aree circostanti. Nel 1899 la Enid and Tonkawa Railway (acquisita dalla Chicago, Rock Island and Pacific Railway nel 1900) costruì una linea ferroviaria che partiva da North Enid. La strada ferrata, tuttavia, non passava per White Rock, così i residenti presto si trasferirono nella località attuale. La nuova cittadina fu inaugurata il 23 ottobre 1899 e prese il nome da M.O. Billings, direttore della Billings Town Company insieme a Wesley Taylor e James M. Taylor. Quell'anno il centro abitato contava 800 persone e quaranta immobili commerciali, tre chiese e due alberghi.
Dopo aver raggiunto gli 846 abitanti nel 1920, la popolazione variò da 500 a 600 tra il 1930 e il 1980. Nel 1990 la popolazione scese a 555 e la cittadina perse molte delle sue attività commerciali del centro, tuttavia l'occupazione era garantita da uno stabilimento manifatturiero, un silo per cereali, una casa di riposo, e dal sistema scolastico locale. La maggior parte dei posti di lavoro si trovavano neI vicino capoluogo, Perry, e nel suo ospedale. Il tracciato della ferrovia che portò Billings a spostarsi nel sito odierno, fu rimosso nel 1986. Alla fine del XX secolo sorsero il Renfrow-Miller Museum e l'Henry and Shirley Bellmon Museum. La popolazione contava 436 abitanti nel 2000 e 509 nel 2010.